# دمت شنر
دمت شنر (ترکی استانبولی: Demet Şener؛ زادهٔ ۱۱ آوریل ۱۹۷۷) هنرپیشه، مجری تلویزیونی و مدل اهل ترکیه است. او فعالیت در عرصه مدلینگ را در سال ۱۹۹۴ آغاز کرد و در سال ۱۹۹۵ برنده عنوان ملکه زیبایی ترکیه شد.